# 瀋陽故宮

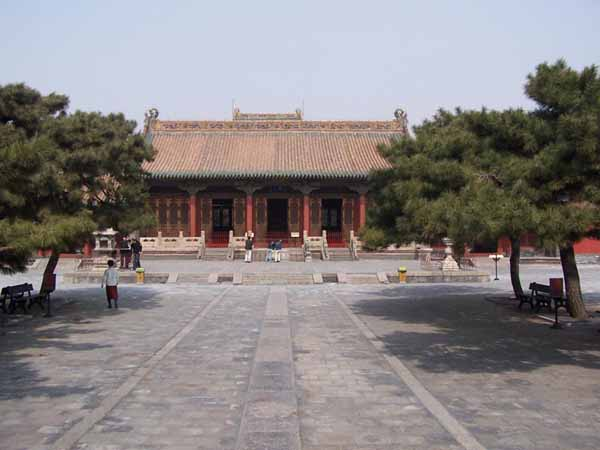
崇政殿

瀋陽故宮（しんようこきゅう、中国語:沈阳故宫（簡体字）、瀋陽故宮（繁体字）、拼音: Shěnyáng Gùgōng）は、中国の遼寧省瀋陽市瀋河区内に残る清朝の離宮である。盛京皇宮と呼ばれていた。

## 概要
北京の故宮と並んで、保存状態の良い後金時代の皇居である。建築様式は満洲・モンゴル・漢の様式が融合している。規模は、北京の故宮の12分の1である。1625年に建てられた後金の2人の皇帝ヌルハチとホンタイジの皇居で、清の入関後は引き続き離宮として用いられた。
1961年に、中華人民共和国の全国重点文物保護単位に指定、2004年にはユネスコの世界遺産（文化遺産）、北京と瀋陽の明・清王朝皇宮に追加登録された。現在は、瀋陽故宮博物院として一般公開されている。

## 建築物

瀋陽故宮平面図

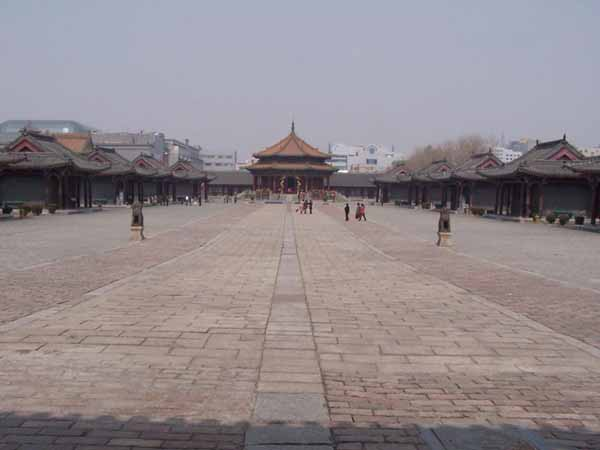
大政殿

敷地内は主に東路（東院）・中路（中院）・西路（西院）に分けられる。

### 東路

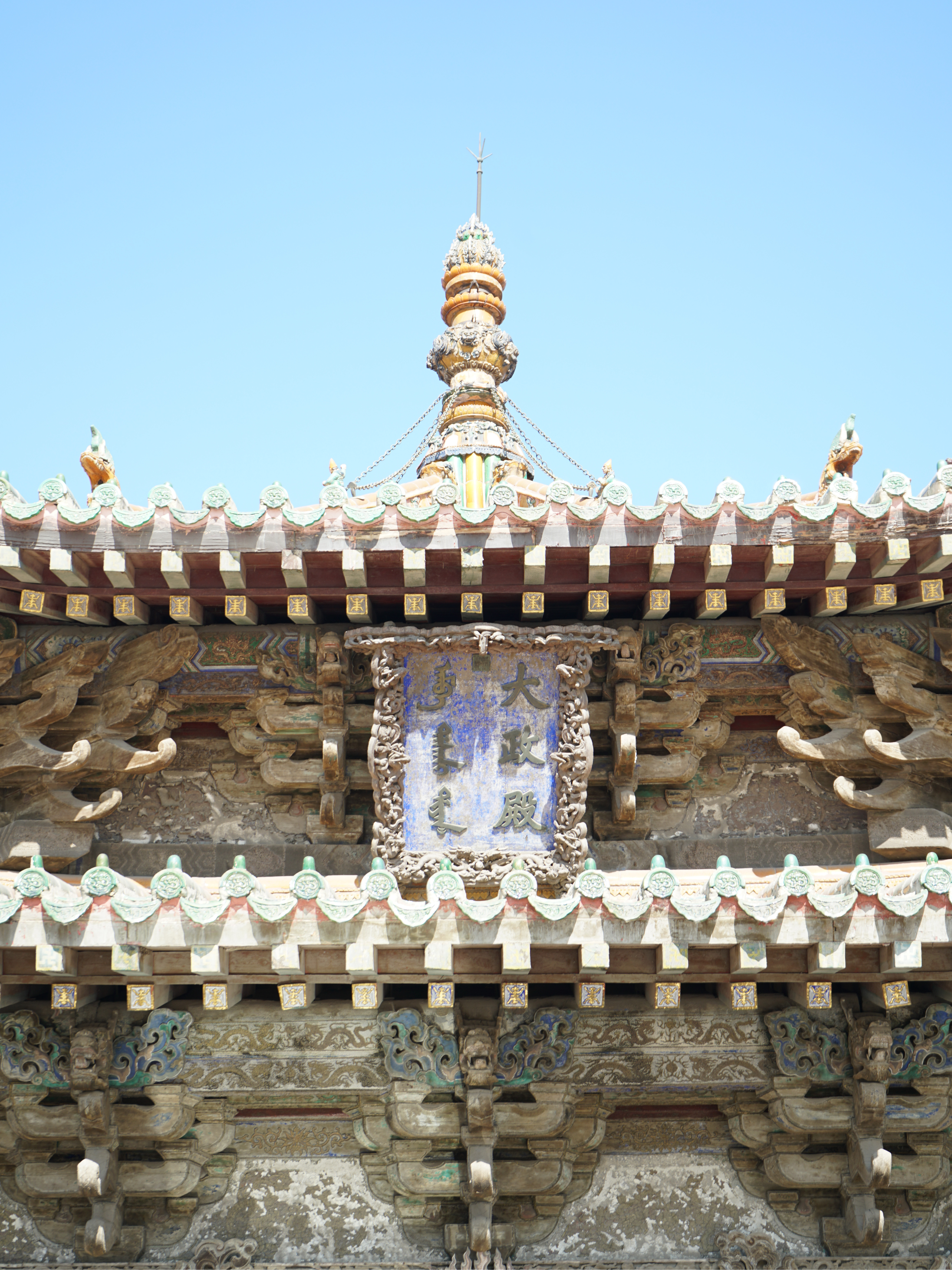
大政殿の扁額

瀋陽故宮の中でも最も古くから建てられた主にヌルハチ時代の建物で、主な建物に大政殿や十王亭がある。ホンタイジの時代には、行事の時しか使われないようになった。
大政殿は東路の正殿で八角形をしており、世界唯一の建築様式で、移動式テント・ゲルを真似ている。正面の2つの柱には、皇帝の象徴の金の龍が絡み付いている。
十王亭は右大臣に相当する右翼王と左大臣に相当する左翼王の執務室と八旗それぞれの建物それぞれ10の建物で、大政殿前の広場の左右にある。
- 大政殿(amba dasan i diyan)：帳殿式という独特な建築様式が採用されており、満洲の特色がもっとも濃厚な建物である。また、清朝初期の皇帝が重大な式典を執り行った場所で、宮殿群における主要建築となっている。
- 十王亭
  - 左翼王亭
  - 右翼王亭
  - 八旗亭
    - 鑲黄旗亭
    - 正黄旗亭
    - 正白旗亭
    - 正紅旗亭
    - 鑲白旗亭
    - 鑲紅旗亭
    - 正藍旗亭
    - 鑲藍旗亭

### 中路

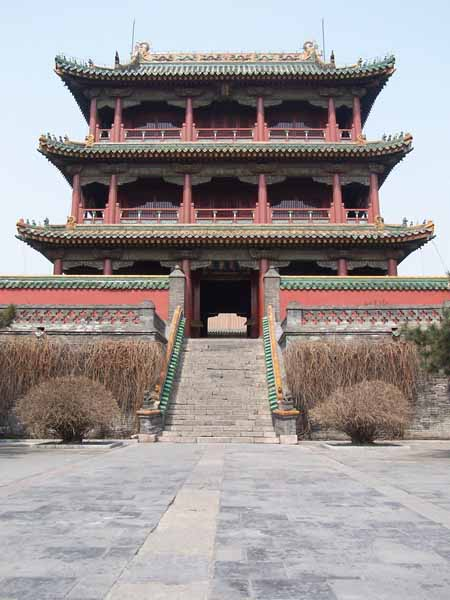
鳳凰楼

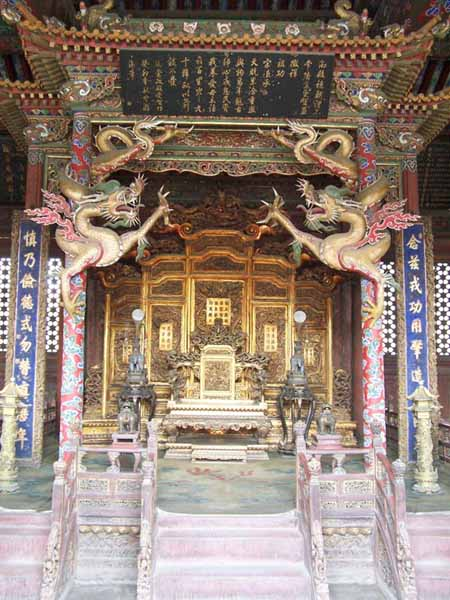
崇政殿の玉座

瀋陽故宮の中でもホンタイジ時代の建物で、主な建物には崇政殿・清寧宮・鳳凰楼がある。崇政殿は中路の正殿で、ホンタイジの執務室である。鳳凰楼は瀋陽故宮の中でも最も高い建物で3層から成る。3層目からは皇帝が酒を飲みながら月を見たという。清寧宮は、皇帝と皇后の寝室と側室の寝室4棟が並ぶ皇帝とその家族の生活空間であった。
- 後宮
  - 清寧宮(genggiyen elhe gurung)[1]：ホンタイジと孝端文皇后の寝室。
  - 関雎宮(hūwaliyasun doronggo gurung)[1]：ホンタイジの妃と宮女の寝室。
  - 麟趾宮(da gosin gurung)[1]：ホンタイジの妃と宮女の寝室。
  - 衍慶宮(hūturi badaraka gurung)[1]：ホンタイジの妃と宮女の寝室。
  - 永福宮(enteheme hūturingga gurung)[1]：ホンタイジの荘妃で、順治帝の生母であるブムブタイの寝室。順治帝生誕の地。
- 鳳凰楼：後宮の正門。
- 日華楼(eldengge šun i taktu)[1]
- 霞綺楼(boconggo tugi i taktu)[1]
- 師善斎(sain be alhūdara jai)[1]
- 協中斎(dulimba de acanara jai)[1]
- 崇政殿(wesihun dasan i deyen)[1]：1626年に造営が開始され、1635年に完成した宮殿で、ホンタイジが政務を執った所。
- 飛竜閣(deyere muduri i asari)[1]
- 翔鳳閣(deyere garudai i asari)[1]
- 大清門(daicing duka)[1]：瀋陽故宮の正門。

### 西路

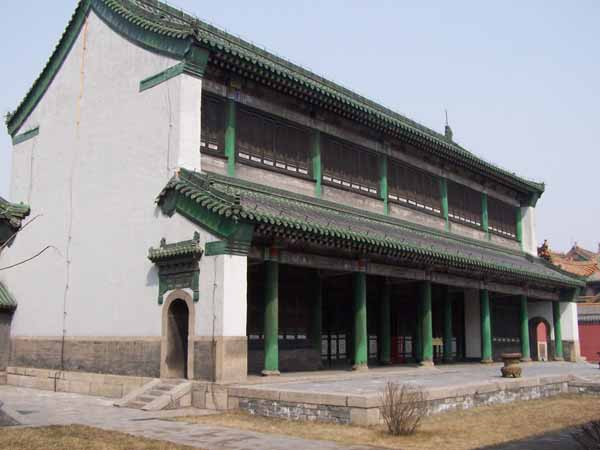
文溯閣

山海関入関後に引き続き離宮として建てられ続けた建物である。『四庫全書』が収められていた文溯閣がある。
- 仰熙斎
- 文溯閣(šu songkon asari)[1]
- 太廟(taimiyoo)[1]

#### 東宮
- 崇謨閣(bodogon be wesihulere asari)[1]
- 介祉宮(amba fengšengge gurung)[1]
- 頤和殿(hūwaliyasun be ujire deyen)[1]

#### 西宮
- 敬典閣(kooli be ginggulere asari)[1]
- 継思斎(cibtui gūnihangga jai)[1]
- 保極宮(ten be karmara gurung)[1]
- 迪光殿(ijishūn eldendere deyen)[1]

## 瀋陽故宮博物院

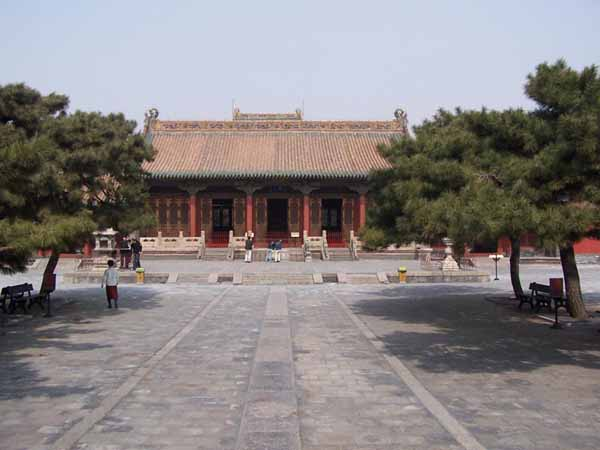
瀋陽故宮の崇政殿

中華人民共和国遼寧省瀋陽市瀋河区瀋陽路171号にあり、1926年に創立した。
博物館は敷地面積が7000平方メートル、収蔵されている文物は数万点あり、いずれも清朝の宮廷の歴史、宮廷の生活を反映した実物や資料であり、典制文物・宗教関係の文物・書・絵画・磁器・刺繡・碑刻などが含まれ、そのなかには国宝級の収蔵品も数多くある。博物院の展観として、「清朝宮廷の原状」、「宮廷歴史文物」、「清代芸術品展」などがあり、清朝の前期の宮廷の遺物を主とし、2239点の文物・資料が展示されている。
2004年、瀋陽故宮はユネスコ世界遺産（文化遺産）に「北京と瀋陽の明・清王朝皇宮」として指定された。

### 文献
- 『台北国立故宮博物院を極める』（板倉聖哲・伊藤郁太郎編、新潮社「とんぼの本」、2009年）
- 『台北故宮博物院』（平凡社「別冊太陽」、2007年）
- 『国立故宮博物院案内』（清水仁編、郁朋社、改訂版2006年）

## アクセス・その他
- 瀋陽駅および瀋陽北駅から路線バスが出ている。
- 故宮のすぐ北側には、瀋陽最大の繁華街である中街路がある。